# Київський юридичний інститут
Київський юридичний інститут — приватний навчальний заклад. Утворений улітку 1917 за розпорядженням попечителя Київського навчального округу. Спочатку функціонував як навчальні курси. Після затвердження у жовтні 1917 міністерством освіти Росії статуту К. ю. і. він одержав статус «вищого навчального закладу і вченої корпорації». Розміщувався у будинку Київського комерційного інституту.